# Juan Bernardo Huyke
Juan Bernardo Huyke (ur. 1880, zm. 1961) – amerykański polityk, w roku 1923 tymczasowy gubernator Portoryko, znajdującego się wówczas pod administracją kolonialną Stanów Zjednoczonych.

## Życiorys
Urodził się w 1880 roku.
Sprawował urząd gubernatora Portoryko od marzec 1923, kiedy to zastąpił na stanowisku Emmeta Montgomery’ego Reily, przez kilkanaście dni, do 6 kwietnia 1923. Jego następcą został Horace Mann Towner.
Zmarł w 1961 roku.